# Divino Afflante Spiritu
Divino afflante Spiritu ("Inspirada pelo Espírito Santo") é uma carta encíclica papal emitida pelo papa Pio XII em 30 de setembro de 1943, pedindo novas traduções da Bíblia para idiomas vernáculos, usando os idiomas originais como fonte em vez da Vulgata Latina. A Vulgata, concluída por São Jerônimo e revisada várias vezes, formou a base textual de todas as traduções vernaculares católicas até então. A Divino Afflante Spiritu inaugurou o período moderno dos estudos bíblicos católicos romanos, incentivando o estudo da crítica textual (ou crítica inferior), referente ao texto das próprias escrituras  e permitiu o uso do método histórico-crítico (ou crítica superior), a ser informado pela teologia, tradição sagrada e história eclesiástica sobre as circunstâncias históricas do texto, fazendo hipóteses sobre assuntos como autoria e preocupações semelhantes.  O eminente estudioso bíblico católico Raymond E. Brown descreveu-o como uma "Magna Carta para o progresso bíblico".

## Descrição
A encíclica apareceu na festa de São Jerônimo em comemoração aos 50 anos da encíclica Providentissimus Deus, de 1893, do papa Leão XIII. Com a Providentissimus Deus, o Papa Leão deu a primeira autorização formal para o uso de métodos críticos nos estudos bíblicos. Pio XII observou que haviam sido feitos avanços na arqueologia e na pesquisa histórica, o que tornou aconselhável definir melhor o estudo da Bíblia.
Anteriormente, as traduções católicas da Bíblia para as línguas modernas eram geralmente baseadas na Vulgata Latina, o texto usado na Liturgia. Eles geralmente se referiam aos textos originais (em hebraico bíblico, aramaico bíblico e grego bíblico) apenas para esclarecer o significado exato do texto latino.
Na segunda parte do documento, intitulada Critérios hermenêuticos para o estudo da sagrada escritura hoje, o Papa Pio XII destaca a importância do estudo das línguas originais para uma melhor compreensão dos textos sagrados:
Devemos explicar que o texto original, que foi escrito pelo próprio autor inspirado, tem mais autoridade e maior peso do que qualquer tradução, mesmo a melhor, seja antiga ou moderna. Isso pode ser feito de maneira mais fácil e proveitosa se ao conhecimento das línguas se juntar uma habilidade real na crítica literária do mesmo texto.
 As traduções católicas mais recentes da Bíblia foram baseadas diretamente nos textos encontrados nos manuscritos nos idiomas originais, levando em conta também as traduções antigas que às vezes esclarecem o que parecem ser erros de transcrição nesses manuscritos. No entanto, a Vulgata Latina permanece a Bíblia oficial no Rito Latino da Igreja Católica.   